# Руднев, Артём
Артём Ру́днев (латыш. Artjoms Rudņevs; род. 13 января 1988, Даугавпилс) — латвийский футболист, выступавший на позиции нападающего.

## Карьера
Артём Руднев начал карьеру в 2006 году в клубе «Диттон», куда его пригласил Сергей Юран. 13 июня 2006 года он забил свой первый мяч в составе команды. Всего в первом сезоне в «Диттоне» футболист провёл 20 матчей и забил 4 гола. В следующем сезоне Руднев забил 7 голов, а 13 июля сделал первый «дубль» в карьере, дважды поразив ворота «Риги». В сезоне 2008 года Артём вновь отличился 7 раз. В том же году он выиграл свой первый трофей — Кубок Латвии, в финале которого был обыгран «Вентспилс»; сам Руднев стал активным участником матча, забив решающий послематчевый пенальти, принёсший трофей его команде.
19 февраля 2009 года Руднев перешёл в венгерский клуб «Залаэгерсег», подписав контракт на 2,5 года. Из-за того, что у латвийца на руках был также действующий контракт с «Даугавой», футболист не мог несколько месяцев выступать за венгерский клуб. Для разбора ситуации даже пришлось вмешаться ФИФА. Лишь 9 мая Артём дебютировал в составе клуба в матче против «Спартакуса» из Ньирадьхазы. 23 мая Руднёв забил первый гол за «Залаэгерсег», поразив ворота «Шиофока»; в той же игре он забил и второй мяч. Всего в первом сезоне он провёл 4 игры и забил 2 гола.
В сезоне 2009/10 «Залаэгерсег» покинул ведущий форвард, Роберт Вальтнер, и Руднев остался единственным нападающий в команде. В сезоне он забил 15 голов (11 в чемпионате, три в Кубке Венгрии и один в Кубке лиги) и был выбран Nemzeti Sport лучшим форвардом чемпионата Венгрии. Из-за травмы лодыжки Руднев пропустил концовку сезона и оказался вторым бомбардиром первенства после Неманьи Николича. Благодаря своей результативности, Рудневым стали интересоваться клубы Германии — дортмундская «Боруссия» и «Кёльн», а также «Омония», английский «Блэкпул» и польский «Лех».
Летом 2010 года Руднев прошёл просмотр в клубе «Лех» и, после очень долгих и трудных переговоров между польским и венгерским клубами, подписал 4-летний контракт с командой. В дебютной игре за клуб против «Видзева» Артём забил гол. А в третьем туре забил два гола в ворота «Краковии». 16 сентября в матче Лиги Европы с туринским «Ювентусом» Руднев сделал хет-трик; и принёс своей команде ничью 3:3; после игры он сказал:

Такое остаётся в памяти навсегда. Вряд ли я подберу точные выражения. Я счастлив. Мечтал забить один гол такому сопернику, но сразу три — это что-то волшебное, фантастическое. Спасибо, но для меня важнее, что третий гол принёс «Леху» ничью. Шла уже последняя минута, времени на раздумья не было, вот я и решил нанести удар. Когда мяч оказался в сетке, чуть с ума от радости не сошёл — рванул к нашей скамейке запасных, где меня просто задушили в объятьях.

В декабре футболистом заинтересовался «Ювентус», искавший себе форварда. Также имелась информация об интересе со стороны московского «Динамо», «Аталанты», «Удинезе», «Арсенала», «Галатасарая» и «Металлиста». В октябре 2011 года им заинтересовался московский ЦСКА.
11 мая 2012 года перешёл в немецкий «Гамбург», став тем самым первым латвийским футболистом в Бундеслиге. 7 декабря 2012 года, в рамках 16-го тура Бундеслиги, отметился дублем в ворота «Хоффенхайма».
9 января 2014 года Руднев был отдан в аренду «Ганноверу» до конца сезона.
15 июня 2016 года перешёл в немецкий «Кёльн», подписав контракт на три года. 10 декабря отметился дебютным голом в ворота дортмундской «Боруссии».
В конце сентября 2017 года завершил карьеру в 29 лет по личным причинам.

## Международная карьера
Руднев выступал за сборные Латвии до 19 и до 21 года. 12 ноября 2008 года Артём дебютировал в составе первой сборной в игре с Эстонией, завершившейся вничью 1:1.
| №  | Дата             | Оппонент             | Счёт | Голы Руднева | Соревнование            |
| 1  | 12 ноября 2008   | Эстония              | 1:1  | −            | Товарищеский матч       |
| 2  | 11 февраля 2009  | Армения              | 0:0  | −            | Товарищеский матч       |
| 3  | 22 января 2010   | Республика Корея     | 0:1  | −            | Товарищеский матч       |
| 4  | 5 июня 2010      | Гана                 | 0:1  | −            | Товарищеский матч       |
| 5  | 3 сентября 2010  | Хорватия             | 0:3  | −            | Отборочный матч ЧЕ 2012 |
| 6  | 7 сентября 2010  | Мальта               | 2:0  | −            | Отборочный матч ЧЕ 2012 |
| 7  | 8 октября 2010   | Греция               | 0:1  | −            | Отборочный матч ЧЕ 2012 |
| 8  | 12 октября 2010  | Грузия               | 1:1  | −            | Отборочный матч ЧЕ 2012 |
| 9  | 9 февраля 2011   | Боливия              | 2:1  | −            | Товарищеский матч       |
| 10 | 26 марта 2011    | Израиль              | 1:2  | −            | Отборочный матч ЧЕ 2012 |
| 11 | 4 июня 2011      | Израиль              | 1:2  | −            | Отборочный матч ЧЕ 2012 |
| 12 | 7 июня 2011      | Австрия              | 1:3  | −            | Товарищеский матч       |
| 13 | 10 августа 2011  | Финляндия            | 0:2  | −            | Товарищеский матч       |
| 14 | 6 сентября 2011  | Греция               | 1:1  | −            | Отборочный матч ЧЕ 2012 |
| 15 | 7 октября 2011   | Мальта               | 2:0  | 1            | Отборочный матч ЧЕ 2012 |
| 16 | 11 октября 2011  | Хорватия             | 0:2  | −            | Отборочный матч ЧЕ 2012 |
| 17 | 29 февраля 2012  | Казахстан            | 0:0  | −            | Товарищеский матч       |
| 18 | 22 мая 2012      | Польша               | 0:1  | −            | Товарищеский матч       |
| 19 | 15 августа 2012  | Черногория           | 0:2  | −            | Товарищеский матч       |
| 20 | 7 сентября 2012  | Греция               | 1:2  | −            | Отборочный матч ЧМ 2014 |
| 21 | 11 сентября 2012 | Босния и Герцеговина | 1:4  | −            | Отборочный матч ЧМ 2014 |
| 22 | 12 октября 2012  | Словакия             | 1:2  | −            | Отборочный матч ЧМ 2014 |
| 23 | 16 октября 2012  | Лихтенштейн          | 2:0  | −            | Отборочный матч ЧМ 2014 |
| 24 | 22 марта 2013    | Лихтенштейн          | 1:1  | −            | Отборочный матч ЧМ 2014 |
| 25 | 14 августа 2013  | Эстония              | 1:1  | −            | Товарищеский матч       |
| 26 | 6 сентября 2013  | Литва                | 2:1  | −            | Отборочный матч ЧМ 2014 |
| 27 | 5 марта 2014     | Македония            | 1:2  | −            | Товарищеский матч       |

Итого: 27 матчей / 1 гол; 5 победы, 7 ничьих, 15 поражений.
(откорректировано по состоянию на 8 марта 2014)

## Достижения

### Клубные

#### «Даугава»
- Обладатель Кубка Латвии: 2008

#### «Залаэгерсег»
- Финалист Кубка Венгрии: 2009/10

#### «Лех»
- Финалист Кубка Польши: 2010/11

### Индивидуальные
- Лучший бомбардир чемпионата Польши: 2011/12